# Plaveč (Slowakei)
Plaveč (1927 bis 1948 slowakisch „Plaveč nad Popradom“; deutsch Plautsch, ungarisch Palocsa) ist eine Gemeinde in der Nordostslowakei. Sie liegt am Fluss Poprad am Fuße des Berglands Ľubovnianska vrchovina, etwa 9 km von der polnischen Grenze und 15 km von Stará Ľubovňa entfernt.
Der Ort wurde 1269 erstmals schriftlich erwähnt. Er hat einen Bahnhof an der Bahnstrecke Orlov–Podolínec.
Zur Gemeinde zählen neben dem Hauptort auch die Siedlungen Pastovník und Podzámok sowie inoffiziell auch Závada (nach 1808 eingemeindet). 1877 bis 1957 war auch der heutige Nachbarort Ďurková ein Teil der Gemeinde.

## Bevölkerung
| Jahr                | 1994 | 2004    | 2014    | 2024    |
| ------------------- | ---- | ------- | ------- | ------- |
| Anzahl der Personen | 1817 | 1857    | 1835    | 1775    |
| Unterschied         |      | +2,20 % | −1,18 % | −3,26 % |

| Jahr                | 2023 | 2024    |
| ------------------- | ---- | ------- |
| Anzahl der Personen | 1770 | 1775    |
| Unterschied         |      | +0,28 % |

## Sehenswürdigkeiten
- Ruine der Burg Plaveč
- Römisch-katholische Kirche der Hl. Margarete

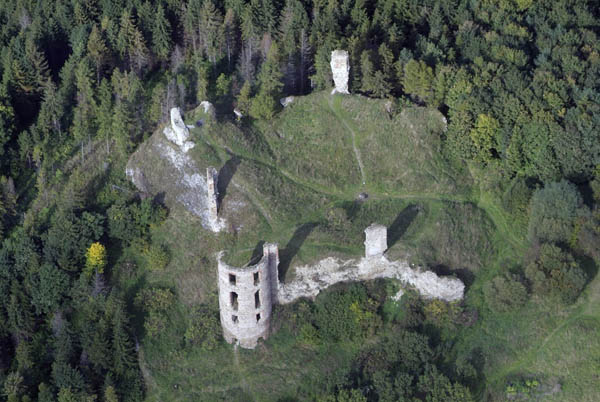
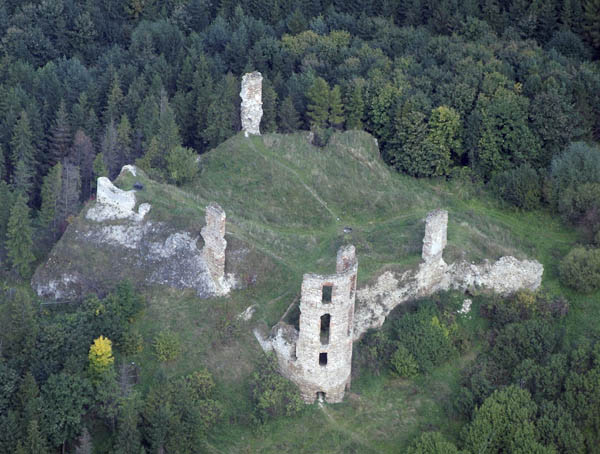
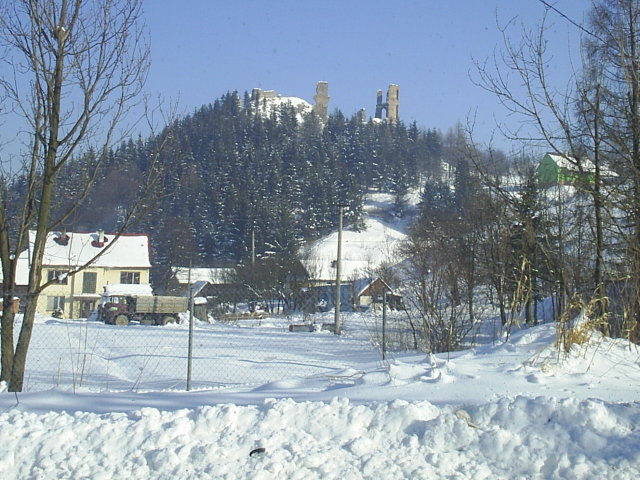
Die Burg Plaveč im Winter
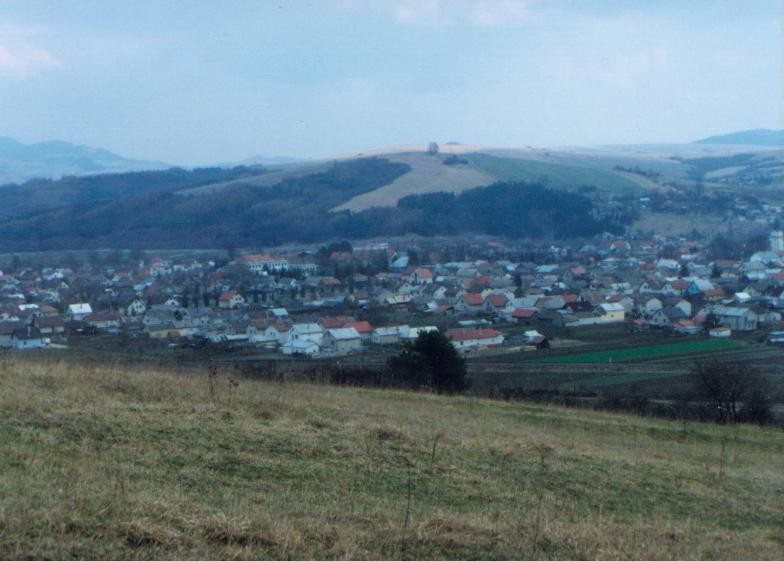
Blick auf den Ort